# Hakan Çalhanoğlu
Hakan Çalhanoğlu (wym. [ˈhaːkan ˈt͡ʃaɫhanoːɫu], ur. 8 lutego 1994 w Mannheimie) – turecki piłkarz występujący na pozycji pomocnika we włoskim klubie Inter Mediolan oraz w reprezentacji Turcji, której jest kapitanem.
Karierę klubową rozpoczynał w Karlsruher. W 2012 został zawodnikiem Hamburgera SV, został jednak wypożyczony z powrotem do Karlsruher, z którym w sezonie 2012/2013 zdobył Mistrzostwo 3. Fußball-Ligi. W 2014 przeniósł się do Bayeru Leverkusen, w którym występował do 2017. W 2017 trafił do Milanu, w barwach którego rozegrał cztery sezony. Od 2021 jest zawodnikiem Interu Mediolan, z którym dwukrotnie wygrywał Puchar Włoch oraz trzykrotnie Superpuchar Włoch, a w sezonie 2022/2023 został finalistą Ligi Mistrzów UEFA.
Od 2013 reprezentant Turcji. Od marca 2022 jest kapitanem drużyny narodowej. Uczestnik Mistrzostw Europy 2016 i 2020. W 2021 wybrany Piłkarzem Roku w Turcji.

## Kariera klubowa

### Karlsruher

#### Sezon 2011/2012
5 lutego 2012 zadebiutował w barwach Karlsruhera w karierze klubowej, występując w wygranym 2:1 meczu 2. Bundesligi przeciwko Erzgebirge Aue. W marcu 2012 podpisał z klubem kontrakt obowiązujący do 30 czerwca 2016.
Łącznie w sezonie 2011/2012 zanotował trzy asysty w 16 meczach, występując 14 razy w lidze, i dwukrotnie w barażach o utrzymanie w 2. Bundeslidze, które Karlsruher przegrał z Jahnem Regensburg i spadł do 3. Ligi. Po zakończeniu sezonu został zawodnikiem Hamburgera SV, który zapłacił za niego ponad 2 miliony euro, jednak trafił ponownie do Karlsruhera na zasadzie wypożyczenia.

#### Sezon 2012/2013
W pierwszym meczu nowego sezonu, rozegranym 21 lipca 2012 przeciwko Heidenheim (2:2), Çalhanoğlu zanotował oba trafienia dla swojego klubu, które były jego pierwszymi dla klubu. 19 sierpnia, w meczu przeciwko klubowi z którego został wypożyczony – Hamburger SV, zanotował asystę, a jego zespół zwyciężył 4:2. Zanotował również serię trzech ligowych spotkań, od 18. do 20. kolejki, w których notował dwie asysty.
Ogólem w sezonie 2012/2013 pomocnik wystąpił w 39 meczach, w których zdobył 17 bramek i zanotował 14 asyst. Karlsruher zakończył sezon na pierwszym miejscu w tabeli ligowej, uzyskując 79 punktów. Po zakończeniu sezonu Çalhanoğlu został wybrany Najlepszym Piłkarzem Sezonu 3. Fußball-Ligi.

### Hamburger SV
Po zakończeniu wypożyczenia, Çalhanoğlu trafił do Hamburgera SV, z którym wcześniej podpisał kontrakt do 2016. W nowym klubie zadebiutował 4 sierpnia w meczu Pucharu Niemiec, w którym Hamburger pokonał 4:0 Schott Jenę. W Bundeslidze zadebiutował tydzień później, występując w zremisowanym 3:3 meczu z Schalke. 31 sierpnia, w wygranym 4:0 starciu przeciwko Entrachtowi Brunszwik, turecki pomocnik zanotował dwa debiutancke trafienia w barwach Hamburgera, a drugą bramkę zdobył z rzutu wolnego.
5 lutego 2014 przedłużył umowę z klubem o dwa lata, do czerwca 2018. 15 dni później strzelił bramkę z ponad 40 metrów, skutecznie wykonując rzut wolny w wygranym 3:0 starciu z Borussią Dortmund. Jego zespół, dzięki zwycięstwu, przełamał passę 5 meczów z porażką. 22 marca otrzymał pierwszą czerwoną kartkę, za faul w meczu z Stuttgartem (0:1).
W sezonie 2013/2014 Hamburger uplasował się na 16. miejscu w tabeli. Klub musiał więc rozegrać baraże o utrzymanie w Bundeslidze, które wywalczył remisując w dwumeczu 1:1 (0:0 w pierwszym meczu, 1:1 w drugim). Bramka strzelona w drugim spotkaniu, rozgrywanym na wyjeździe, oznaczała utrzymanie dla Hamburgera dzięki zasadzie przewagi bramek wyjazdowych. Indywidualnie Çalhanoğlu rozegrał w sezonie 38 meczów, zdobywając 11 goli i notując 5 asyst. W Bundeslidze rozegrał 32 mecze, w których strzelił 11 bramek.

### Bayer Leverkusen

#### Transfer

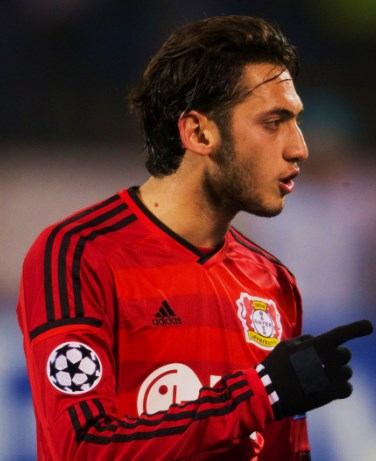
Hakan Çalhanoğlu w 2014

Po zakończeniu sezonu Çalhanoğlu stał się obiektem zainteresowań wielu niemieckich klubów z Bundesligi. Był na liście życzeń m.in. Bayernu Monachium. Początkowo władze Hamburgera nie zezwalały na transfer pomocnika, jednakże po wykupieniu Pierra-Michela Lasoggi z Herthy Berlin za 8.5 miliona euro, włodarze zmienili zdanie. 3 lipca 2014 został zawodnikiem Bayeru Leverkusen, podpisując pięcioletni kontrakt z klubem, który zapłacił za niego 14.5 mln euro – stał się tym samym najdroższym zawodnikiem w historii Bayeru, bijąc rekord Son Heung-mina, za którego zapłacono 10 mln euro. Działania tureckiego zawodnika podczas przeprowadzania trasferu wzbudziły kontrowersje, między innymi wystawienie mu czterotygodniowego zwolnienia lekarskiego przez psychiatrę, powołując się na stres spowodowany agresją ze strony kibiców drużyny. Po przybyciu do Bayeru, lekarz klubowy stwierdził, że Çalhanoğlu może wrócić do treningów przed terminem upłynięcia zwolnienia. Działania zawodnika publicznie skrytykował dyrektor sportowy Hamburgera Oliver Kreuzer. Ten z kolei został oskarżony przez Hakana o zdradę.

#### Sezon 2014/2015

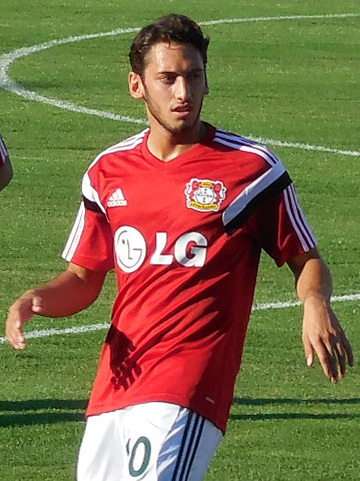
Çalhanoğlu (2014)

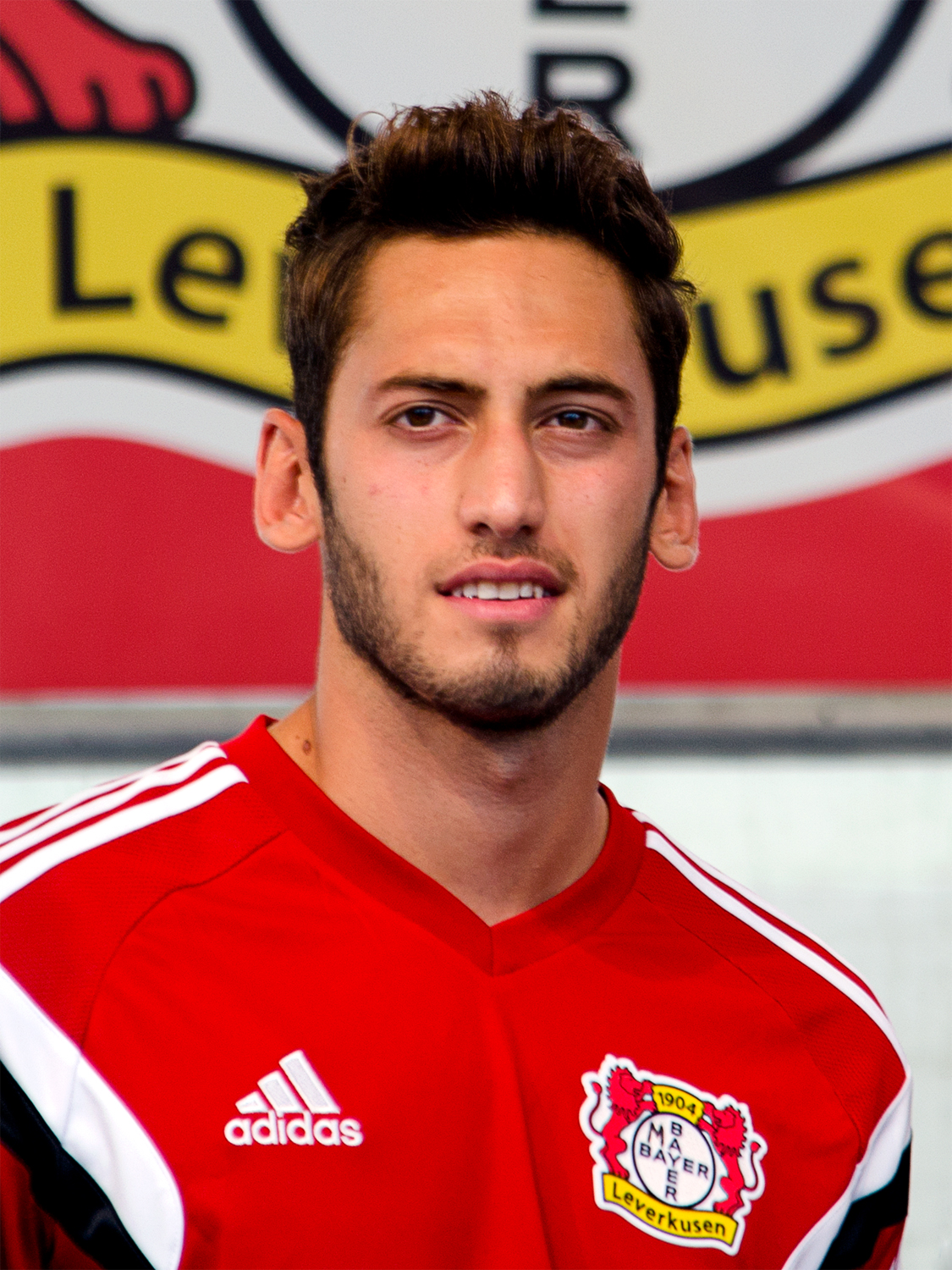
Çalhanoğlu w barwach Bayeru Leverkusen (2015)

15 sierpnia 2014 zadebiutował w Bayerze w wygranym 6:0 meczu z Waldalgesheim w ramach Pucharu Niemiec. 23 sierpnia zagrał pierwszy mecz w lidze w barwach nowego klubu, występując w spotkaniu z Borussią Dortmund (2:0). Cztery dni później zdobył pierwszą bramkę dla Leverkusen, strzelając w meczu kwalifikacji do Ligi Mistrzów UEFA z Kopenhagą. Pierwsze trafienie w Bundeslidze zanotował 12 września, a Bayer zremisował 3:3 starcie z Werderem Brema.
25 lutego 2015 zdobył gola w meczu 1/8 finału Ligi Mistrzów przeciwko Atlético Madryt (1:0). 2 maja strzelił bramkę z rzutu wolnego w wygranym 2:0 meczu z Bayernem Monachium.
Ogółem w sezonie 2014/2015 strzelił 13 goli i zanotował 11 asyst w 47 meczach. W Bundeslidze rozegrał 33 mecze, zdobywając w nich 8 goli i notując 7 asyst.

#### Sezon 2015/2016
8 sierpnia 2015, w wygranym 3:0 meczu Pucharu Niemiec, z Sportfreunde Lotte, Çalhanoğlu zdobył pierwszą bramkę w nowym sezonie. 15 sierpnia rozegrał pierwszy ligowy mecz nowego sezonu, w którym Bayer pokonał 2:1 TSG Hoffenheim. Tydzień później strzelił pierwszą bramkę w Bundeslidze w sezonie 2015/2016, trafiając z rzutu wolnego w wygranym 1:0 starciu z Hannoverem. Strzelił dwie bramki w meczu 1. kolejki fazy grupowej Ligi Mistrzów UEFA przeciwko BATE Borysów.
W sezonie pomocnik zagrał w 46 meczach, w których zanotował 8 trafień i 11 asyst. Bayer Leverkusen zakończył rozgrywki ligowe na 3. miejscu, a w Lidze Mistrzów odpadł na etapie fazy grupowej, kończąc za Barceloną i Romą, a przed BATE Borysów. Dzięki temu zespół awansował do Ligi Europy UEFA, z której odpadł w 1/8 finału, przegrywając 2:0 dwumecz z Villarrealem. W krajowym pucharze doszedł wraz z drużyną do ćwierćfinału, w którym poległ 3:1 z Werderem Brema.

#### Sezon 2016/2017
Kolejny sezon rozpoczął 21 sierpnia 2016, od rozegrania meczu Pucharu Niemiec z Hauenstein (2:1). 14 września, w meczu Ligi Mistrzów z CSKA Moskwą strzelił swoją 50. bramkę w karierze seniorskiej.
2 lutego 2017 został zawieszony przez FIFA na cztery miesiące z powodu zerwania umowy z Trabzonsporem, co miało miejsce w 2011. Çalhanoğlu nie dotrzymał warunków i przedłużył kontrakt z Karlsruherem. Sportowy Sąd Arbitrażowy w Lozannie podtrzymał tę decyzję, a pomocnik został zobowiązany do zapłacenia odszkodowania tureckiemu klubowi w wysokości 100 tys. euro. 7 lutego 2017 zapowiedził, że nie będzie pobierał wynagrodzenia do końca trwania zawieszenia tj. do końca sezonu 2016/2017.
Łącznie w sezonie wystąpił w 22 meczach, w których siedmiokrotnie trafiał i asystował. Przez trzy sezony spędzone w Bayerze zagrał w 115 spotkaniach, w których zdobył 28 goli i zanotował 29 asyst.

### Milan

#### Sezon 2017/2018
3 lipca 2017 poinformowano, że został zawodnikiem Milanu, z którym związał się umową do 31 czerwca 2021. Według mediów miał zarabiać 3.5 mln euro za sezon. Jego poprzedni klub – Bayer Leverkusen – zainkasował 20 milionów euro razem z bonusami wartymi cztery mln euro. Został zaprezentowany z numerem 10 na koszulce meczowej.
We włoskim klubie zadebiutował 3 sierpnia 2017 w wygranym 2:0 meczu kwalifikacji do Ligi Europy UEFA przeciwko Universitatea Craiova. 20 sierpnia wystąpił po raz pierwszy w Serie A w spotkaniu z Crotone (3:0). 14 września strzelił pierwszą bramkę dla Milanu, trafiając w wygranym 5:1 starciu przeciwko Austrii Wiedeń. 25 października, w meczu z Chievo Veroną, Çalhanoğlu strzelił swoją pierwszą we włoskiej lidze.
Ogólem w sezonie 2017/2018 turecki pomocnik wystąpił w 45 meczach, zdobywając w nich 8 goli i notując 14 asyst. Jego zespół uplasował się na 6. pozycji, premiowanej awansem do fazy grupowej Ligi Europy UEFA; indywidualnie Çalhanoğlu rozegrał 31 meczów, strzelając w nich 6 goli i zaliczając 9 asyst.

#### Sezon 2018/2019
Nowy sezon rozpoczął 31 sierpnia 2018 od wygrania 2:1 z Romą w Serie A. Pierwszą bramkę strzelił 29 listopada w wygranym 5:1 starciu z F91 Dudelange, w którym zanotował także trzy asysty. 16 stycznia 2019 wystąpił w przegranym 1:0 meczu o Superpuchar Włoch z Juventusem. Pierwsze ligowe trafienie zanotował 16 lutego w meczu przeciwko Atalancie.
Łącznie w sezonie 2018/2019 strzelił 4 gole i zanotował 13 asyst w 46 spotkaniach. Milan zajął 5. pozycję w tabeli w Serie A, ale został pozbawiony możliwości gry w Lidze Europy UEFA, z powodu złamania Finasowego Fair Play UEFA.

#### Sezon 2019/2020
25 sierpnia 2019 rozegrał pierwszy mecz nowego seoznu, w którym Milan przegrał 1:0 z Udinese. W kolejnym meczu, przeciwko Brescii (1:0), strzelił jedyną bramkę spotkania. 27 października rozegrał 100. mecz w barwach Milanu, występując w starciu z Romą. 28 stycznia 2020, w wygranym 4:2 meczu ćwierćfinałowym Pucharu Włoch z Torino, Çalhanoğlu zdobył dwa gole.
W sezonie 2019/2020 zagrał w 38 meczach, w których strzelił 11 bramek i zanotował 9 asyst. W Serie A zdobył 9 goli i 9 asyst w rozegranych 35 meczach. Milan uplasował się na 6. miejscu, dzięki czemu zakwalifkował się do drugiej rundy Ligi Europy UEFA.

#### Sezon 2020/2021
Nowy sezon rozpoczął 17 września 2020, kiedy to strzelił bramkę w wygranym 2:0 meczu kwalifikacji do Ligi Europy UEFA z Shamrock Rovers. Cztery dni później wystąpił w pierwszym meczu Serie A, w którym Milan pokonał Bolognę (2:0). 24 września zdobył dwie bramki w starciu przeciwko FK Bodø/Glimt. 23 grudnia, w wygranym 3:2 meczu z Lazio, zanotował pierwsze ligowe trafienie i dwie asysty, przy golach Ante Rebicia i Theo Hernándeza. 17 stycznia 2021 wykryto u niego COVID-19, przez co nie rozegrał trzech meczów z powodu dwutydniowej kwarantanny.
Ogólem zagrał w 43 meczach, strzelając 9 goli i kompletując 12 asyst. W lidze Milan zajął 2. miejsce, a w Lidze Europy odpadł na etapie 1/8 finałów, przegrywając z Manchesterem United. Łącznie w barwach Milanu Çalhanoğlu rozegrał 172 meczów, w których zdobył 32 gole i zanotował 48 asyst.

### Inter Mediolan

#### Sezon 2021/2022
22 czerwca 2021 Çalhanoğlu został zawodnikiem Interu Mediolan, do którego przeszedł na zasadzie wolnego transferu. Związał się klubem umową do 30 czerwca 2024. Jeszcze dzień przed oficjalnym potwierdzeniem przejścia, Turek w wywiadzie przekazał, że następnego dnia podpisze kontrakt z Interem.
We włoskim klubie zadebiutował 21 sierpnia w wygranym 4:0 meczu z Genoą, w którym strzelił gola i zanotował asystę przy trafieniu Milana Škriniara. 7 listopada strzelił gola przeciwko byłemu klubowi – Milanowi, z którym Inter zremisował 1:1. 4 marca 2022, skutecznie wykorzystując rzut karny, zdobył jedyną bramkę spotkania z Juventusem.
Sezon 2021/2022 zakończył z 46 meczami, zdobywając w nich 8 goli i 12 asyst. Inter w tym sezonie zdobył wicemistrzostwo Włoch, zdobył Puchar Włoch i Superpuchar Włoch, a w rozgrywkach Lidze Mistrzów odpadł na etapie 1/8 finału z Liverpoolem.

#### Sezon 2022/2023
Sezon 2022/2023 rozpoczął 13 sierpnia 2022 od wygrania 2:1 z Lecce. W kolejnym meczu, rozegranym sześć dni później przeciwko Spezii, Çalhanoğlu zdobył pierwszą bramkę w nowej edycji rozgrywek. 4 października zdobył pierwszą bramkę dla Interu Mediolan w Lidze Mistrzów UEFA, trafiając w wygranym 1:0 meczu z FC Barceloną. 10 czerwca 2023 wystąpił w przegranym 1:0 meczu finału Ligi Mistrzów UEFA przeciwko Manchesterowi City.
W sezonie zdobył 4 bramki i 8 asyst w 49 meczach. Wraz z Interem został zdobywcą Pucharu Włoch, Superpucharu Włoch, w lidze zajął 3. miejsce, a także został finalistą Ligi Mistrzów.

#### Sezon 2023/2024
Sezon 2023/2024 rozpoczął od starcia z Monzą, z którą Inter wygrał 2:0. Pierwszą bramkę zdobył 3 września w wygranym 4:0 meczu z Fiorentiną. 24 września zanotował setny występ w barwach Inter Mediolan, grając w meczu z Empoli. 13 stycznia 2024 zdobył dwa gole w meczu z Monzą (5:1).

## Statystyki

### Klubowe
(aktualne na 4 lutego 2024)
| Klub               | Sezon              | Liga               | Liga  | Liga   | Puchar kraju | Puchar kraju | Europa | Europa | Inne  | Inne   | Suma  | Suma   |
| Klub               | Sezon              | Liga               | Mecze | Bramki | Mecze        | Bramki       | Mecze  | Bramki | Mecze | Bramki | Mecze | Bramki |
| ------------------ | ------------------ | ------------------ | ----- | ------ | ------------ | ------------ | ------ | ------ | ----- | ------ | ----- | ------ |
| Karlsruher         | 2011/2012          | 2. Bundesliga      | 14    | 0      | –            | –            | –      | –      | 2     | 0      | 16    | 0      |
| Karlsruher         | Ogólnie            | Ogólnie            | 14    | 0      | 0            | 0            | 0      | 0      | 2     | 0      | 16    | 0      |
| Hamburger SV       | 2013/2014          | Bundesliga         | 32    | 11     | 4            | 0            | –      | –      | 2     | 0      | 38    | 11     |
| Hamburger SV       | Ogólnie            | Ogólnie            | 32    | 11     | 4            | 0            | 0      | 0      | 2     | 0      | 38    | 11     |
| Karlsruher (wyp.)  | 2012/2013          | 3. Liga            | 36    | 17     | 3            | 0            | –      | –      | –     | –      | 39    | 17     |
| Karlsruher (wyp.)  | Ogólnie            | Ogólnie            | 36    | 17     | 3            | 0            | 0      | 0      | 0     | 0      | 39    | 17     |
| Bayer Leverkusen   | 2014/2015          | Bundesliga         | 33    | 8      | 4            | 2            | 10     | 3      | –     | –      | 47    | 13     |
| Bayer Leverkusen   | 2015/2016          | Bundesliga         | 31    | 3      | 3            | 1            | 12     | 4      | –     | –      | 45    | 8      |
| Bayer Leverkusen   | 2016/2017          | Bundesliga         | 15    | 6      | 1            | 0            | 6      | 1      | –     | –      | 22    | 7      |
| Bayer Leverkusen   | Ogólnie            | Ogólnie            | 79    | 17     | 8            | 3            | 28     | 8      | 0     | 0      | 115   | 28     |
| Milan              | 2017/2018          | Serie A            | 31    | 6      | 4            | 0            | 10     | 2      | –     | –      | 45    | 8      |
| Milan              | 2018/2019          | Serie A            | 36    | 3      | 4            | 0            | 5      | 1      | 1     | 0      | 46    | 4      |
| Milan              | 2019/2020          | Serie A            | 35    | 9      | 3            | 2            | –      | –      | –     | –      | 38    | 11     |
| Milan              | 2020/2021          | Serie A            | 33    | 4      | 1            | 0            | 9      | 5      | –     | –      | 43    | 9      |
| Milan              | Ogólnie            | Ogólnie            | 135   | 22     | 12           | 2            | 24     | 8      | 1     | 0      | 172   | 32     |
| Inter Mediolan     | 2021/2022          | Serie A            | 34    | 7      | 5            | 1            | 6      | 0      | 1     | 0      | 46    | 8      |
| Inter Mediolan     | 2022/2023          | Serie A            | 33    | 3      | 3            | 0            | 12     | 1      | 1     | 0      | 49    | 4      |
| Inter Mediolan     | 2023/2024          | Serie A            | 21    | 9      | 0            | 0            | 4      | 1      | 2     | 1      | 27    | 11     |
| Inter Mediolan     | Ogólnie            | Ogólnie            | 88    | 19     | 8            | 1            | 22     | 2      | 4     | 1      | 122   | 23     |
| Ogólnie w karierze | Ogólnie w karierze | Ogólnie w karierze | 383   | 86     | 35           | 6            | 74     | 18     | 9     | 1      | 502   | 111    |

### Reprezentacyjne
(16 listopada 2024)
| Reprezentacja | Rok     | Mecze | Bramki |
| ------------- | ------- | ----- | ------ |
| Turcja        |         |       |        |
| 2013          | 1       | 0     |        |
| 2014          | 4       | 0     |        |
| 2015          | 10      | 4     |        |
| 2016          | 11      | 4     |        |
| 2017          | 5       | 0     |        |
| 2018          | 7       | 1     |        |
| 2019          | 9       | 1     |        |
| 2020          | 5       | 1     |        |
| 2021          | 14      | 3     |        |
| 2022          | 8       | 3     |        |
| 2023          | 9       | 0     |        |
| 2024          | 12      | 3     |        |
| Łącznie       | Łącznie | 95    | 20     |

## Sukcesy

### Karlsruher
- Mistrzostwo 3. Fußball-Ligi: 2012/2013

### Inter Mediolan
- Puchar Włoch: 2021/2022, 2022/2023
- Superpuchar Włoch: 2021, 2022, 2023

### Wyróżnienia
- Piłkarz Roku w Turcji: 2021[80]
- Piłkarz miesiąca 3. Fußball-Ligi: Sierpień 2012[81]
- Piłkarz miesiąca Serie A: Grudzień 2020[82], Listopad 2021[83]
- Drużyna sezonu 3. Fußball-Ligi: 2012/2013[84]
- Drużyna sezonu Bundesligi: 2013/2014[85]
- Drużyna sezonu Serie A: 2022/2023[86]